# Смит, Эрик (генерал)
Эрик М. Смит (род. 1964 или 1965) – генерал Корпуса морской пехоты США. Занимал пост заместителя коменданта по боевому развитию и интеграции затем пост  36-го заместителя коменданта Корпуса. С 10 июля по 22 сентября 2023 года исполнял обязанности коменданта, в ожидании утверждения Сената США. С 22 сентября 2023 года 39-й комендант Корпуса.

## Биография

### Молодость
Родом из г. Плейно, штат Техас. В 1987 году после учёбы в Техасском университете по завершении учебного корпуса военно-морских офицеров резерва был зачислен в Корпус морской пехоты в чине второго лейтенанта. Во время учёбы в университете состоял в организации «Добровольцы Росса», возглавлял оркестр Fightin' Texas Aggie Band Корпуса кадетов университета.

### Военная служба
По завершении Базовой школы и курса офицеров пехоты получил назначение во командиром стрелкового взвода второго батальона третьего полка морской пехоты. Участвовал в операции «Щит пустыни» и «Буря в пустыне». Служил в отделе отбора офицеров, после чего учился в школе механизированного десанта. Получил назначение во 2-й батальон 2-го полка на пост командира роты вооружений а затем командира роты Е. На этом посту он участвовал в операции Assured Response в г. Монровия (Либерия).
После тура службы офицером инструктором морской пехоты в Техасском университете он поступил в Командно-штабной колледж армии США. С 2001 по 2003 год возглавлял военно-морскую секцию в Каракасе, (Венесуэла). Смит является офицером по иностранным областям и владеет испанским языком.
С 2003 по 2006 годы Смит служил в первой дивизии морской пехоты, занимал посты оперативного офицера, старшего офицера 1-й полковой боевой группы, командира первого батальона пятого полка морской пехоты. В этот период он несколько раз ездил в Ирак, в связи с операцией «Свобода Ираку», был в Фаллудже в 2004 году и в Рамади в 2005 году. Служил заместителем начальника штаба второй дивизии морской пехоты и командовал восьмым полком морской пехоты, кода тот действовал в Афганистане участвуя в операции «Несокрушимая свобода». С июля по ноябрь 2015 года возглавлял Южное командование сил морской пехоты в Майами, штат Флорида. He was the first dedicated commander of Marine Forces South at its Miami headquarters. Затем Смит был переведён в Пентагон, где служил старшим военным помощником министра обороны.

### Генерал-майор и государственная служба
В звании генерал-майора Смит принял командование первой дивизии морской пехоты в Кэмп-Пендлтон. Дивизия является частью Первой группировки экспедиционных сил морской пехоты. На этом посту он вёл яростную борьбу с дедовщиной, за что получил замечание от военного судьи.
В мае 2018 года Смит был номинирован для повышения до генерал-лейтенанта и назначение командующий Третьей группировкой экспедиционных сил морской пехоты, это состоялось в августе 2018 года.
13 июля 2019 года Смит возглавил командование по боевому развитию Корпуса морской пехоты а потом стал заместителем командующего по боевому развитию и интеграции. В июне 2021 года он был номинирован и произведён в звание генерала, стал заместителем коменданта Корпуса, сменив на этом посту генерала Гэри Л. Томаса 8 октября 2021 года.
В мае 2023 года Смит был номинирован на пост коменданта корпуса на смену генералу Дэвиду Бергеру, 13 июня 2023 года Комитет по вооружённым силам Сената провёл слушания по этому вопросу. После отставки генерала Бергера 10 июля 2023 года Смит исполнял обязанности коменданта, однако сенатор Томми Тубервиль задержал его утверждение на пост. 21 сентября 2023 после единогласного одобрения Сенатом (96 за и никого против) кандидатура Смита была утверждена, на следующий день он принёс присягу.

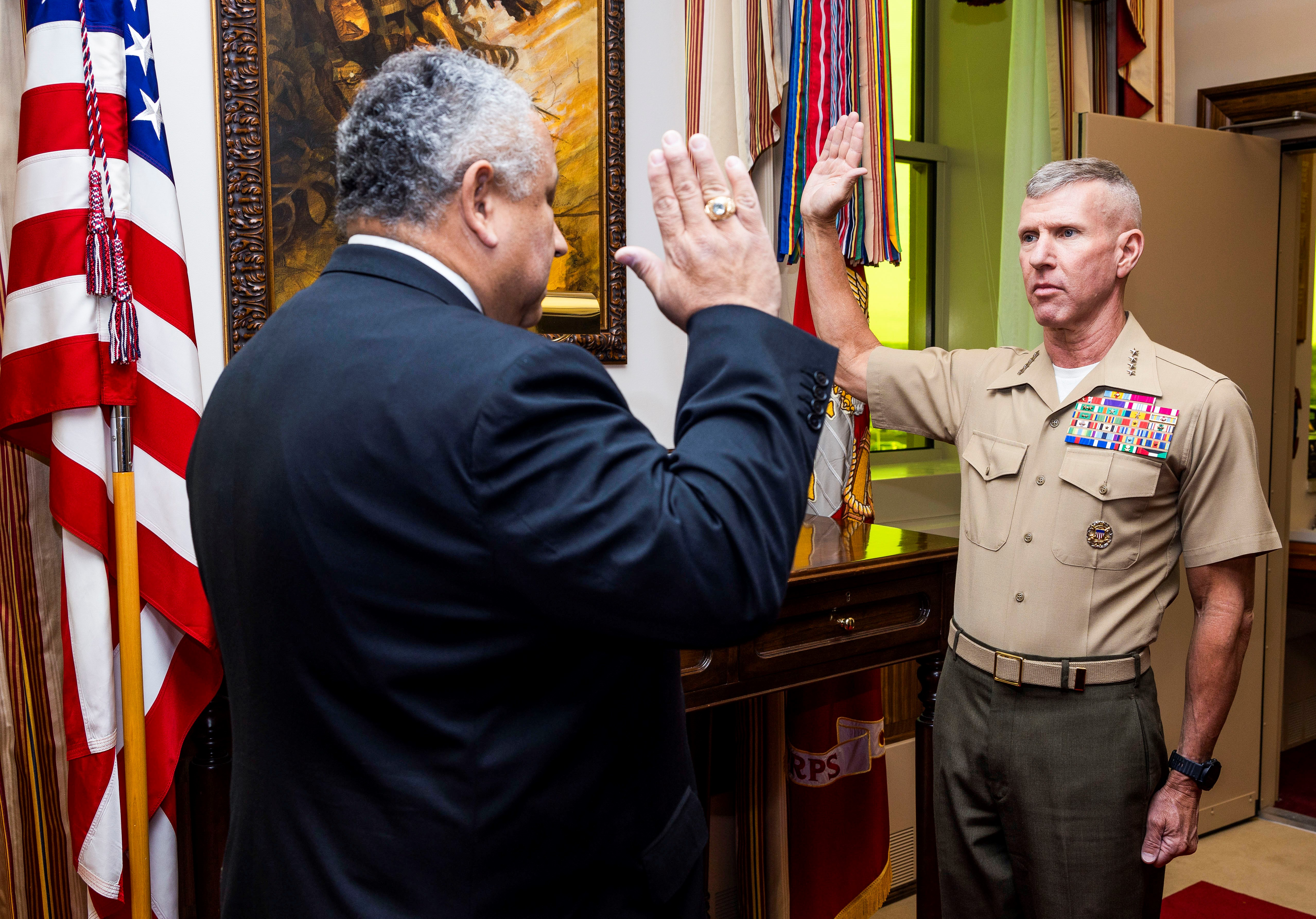
22 сентября 2023 года. Смит приносит присягу перед вступлением на пост коменданта Корпуса перед министром ВМС Карлосом дель Торо.

29 октября 2023 года Смит был экстренно госпитализирован в связи с остановкой сердца. 9 ноября он выпустил заявление: «Моё выздоровление проходит нормально и я смотрю вперёд чтобы как можно быстрее вернуться к битве». Поскольку генерал Кристофер Махони, назначенный на пост заместителя коменданта Корпуса, ещё не принёс присягу, запланированную на 3 ноября обязанности коменданта сначала исполнял генерал-лейтенант Карстен Хекл.

## Награды и знаки различия
| Военные награды США                               | Военные награды США                                                             |
| ------------------------------------------------- | ------------------------------------------------------------------------------- |
| Бронзовый пучок дубовых листьев                   | Медаль «За выдающуюся службу» с одним бронзовым дубовым листом                  |
|                                                   | Орден «Легион почёта»                                                           |
|                                                   | Бронзовая звезда с литерой "V" и одной золотой звездой повторного награждения   |
|                                                   | Пурпурное сердце                                                                |
|                                                   | Медаль «За похвальную службу»                                                   |
|                                                   | Медаль «За похвальную службу»                                                   |
|                                                   | Похвальная медаль (ВМС США) с двумя звёздами повторного награждения             |
| Золотая звезда повторного награждения             | Navy and Marine Corps Achievement Medal со звездой повторного награждения       |
| Золотая звезда повторного награждения             | Боевая ленточка с золотой звездой повторного награждения                        |
| Награды для подразделений США                     |                                                                                 |
| Бронзовый пучок дубовых листьев                   | Единая награда воинской части (подразделению) с дубовым листом                  |
|                                                   | Благодарность части Военно-морского флота с двумя бронзовыми звёздами за службу |
|                                                   | Похвальная благодарность армейской воинской части (ВМС)                         |
| Медали за кампанию, службу и ленточки за обучение |                                                                                 |
| Бронзовая звезда за службу                        | Медаль «За службу национальной обороне» с бронзовой звездой за службу           |
|                                                   | Медаль «За службу в Юго-Западной Азии» с двумя бронзовыми звёздами за службу    |
|                                                   | Медаль «За кампанию в Афганистане» с двумя звёздами за службу                   |
| Бронзовая звезда за службу                        | Медаль «За Иракскую кампанию» со звездой за службу                              |
|                                                   | Медаль «За службу в экспедиционных войсках глобальной войны с терроризмом»      |
|                                                   | Медаль «За участие в глобальной войне с терроризмом»                            |
|                                                   | Медаль «За службу в вооружённых силах»                                          |
|                                                   | Медаль «За гуманитарную помощь»                                                 |
| Серебряная звезда за службу                       | Sea Service Deployment Ribbon с серебряной звездой за службу                    |
| Бронзовая звезда за службу                        | Navy and Marine Corps Overseas Service Ribbon с бронзовой звездой за службу     |
|                                                   | Marine Corps Recruiting Service Ribbon                                          |
|                                                   | Медаль НАТО за службу в составе ISAF                                            |
|                                                   | Медаль Освобождения Кувейта (Саудовская Аравия)                                 |
|                                                   | Медаль Освобождения (Кувейт)                                                    |

| Значки, нашивики и пряжки | Значки, нашивики и пряжки                              |
| ------------------------- | ------------------------------------------------------ |
|                           | Значок парашютиста                                     |
|                           | Rifle Expert Badge (5-я награда)                       |
|                           | Pistol Expert Badge (5-я награда)                      |
|                           | Значок члена Объединённого комитета начальников штабов |
|                           | Значок штаба министра обороны                          |